# Dzbanki (gromada)
Dzbanki – dawna gromada, czyli najmniejsza jednostka podziału terytorialnego Polskiej Rzeczypospolitej Ludowej w latach 1954–1972.
Gromady, z gromadzkimi radami narodowymi (GRN) jako organami władzy najniższego stopnia na wsi, funkcjonowały od reformy reorganizującej administrację wiejską przeprowadzonej jesienią 1954 do momentu ich zniesienia z dniem 1 stycznia 1973, tym samym wypierając organizację gminną w latach 1954–1972.
Gromadę Dzbanki siedzibą GRN w Dzbankach utworzono – jako jedną z 8759 gromad na obszarze Polski – w powiecie łaskim w woj. łódzkim, na mocy uchwały nr 31/54 WRN w Łodzi z dnia 4 października 1954. W skład jednostki weszły obszary dotychczasowych gromad Borowa, Kościuszki, Korablew i Polowa oraz przysiółek Krzyżówki z dotychczasowej gromady Andrzejów-Pawłów ze zniesionej gminy Szczerców w tymże powiecie. Dla gromady ustalono 11 członków gromadzkiej rady narodowej.
Gromadę zniesiono 1 stycznia 1958, a jej obszar włączono do gromad: Rusiec (wieś Korablew, osada młyńska Korablew i wieś Zagrodniki) i Szczerców (wieś Borowa, wieś Kościuszki, wieś Polowa, wieś Dzbanki, osada młyńska Dzbanki i przysiółek Krzyżówki).